# Voto nulo

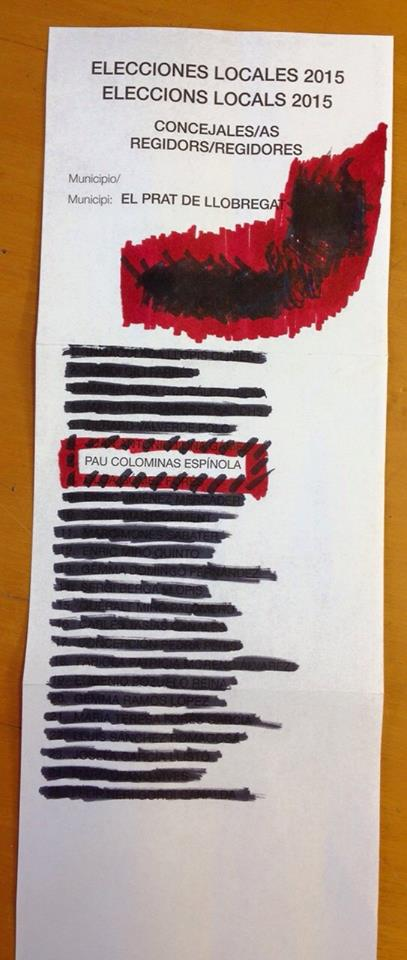
Voto nulo en las elecciones municipales españolas de 2015.

El voto nulo es un voto mal realizado en una elección, al punto que acarrea su nulidad. Un voto nulo puede ser accidental o intencional. Son varias las circunstancias capaces de anular un voto:
- Incluir una boleta no oficial, o un documento electoral no oficial, o equivocarse en la votación por la introducción de una papeleta correspondiente a otra casilla.
- Incluir varias boletas de candidatos distintos para el mismo cargo, de modo tal que no pueda saberse por quién deseaba votar el elector.
- Incluir fragmentos de boletas, de modo tal que no pueda saberse por quién deseaba votar el elector.
- Incluir objetos extraños (no todas las legislaciones lo prohíben).
- Escribir en la boleta palabras, marcas, tachaduras, etc.

A diferencia del voto en blanco, el voto nulo no es "institucional" (en algunos países existe alguna forma de votar en blanco oficialmente). Es decir, no se elige una de entre las tantas opciones que da una determinada elección, sino directamente se anula el nulo

## Significado

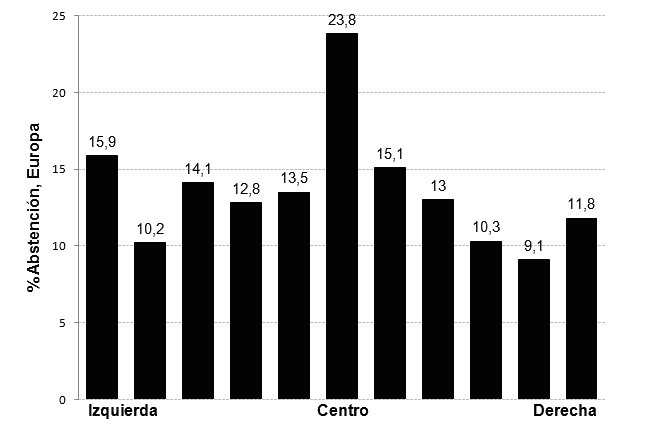
Abstención por ideología (parte del espectro político) para Europa en 2008. Puede observarse que el centro político es el sector más abstencionista. La abstención disminuye hacia los extremos y vuelve a aumentar en la extrema izquierda y la extrema derecha, dentro de las cuales existen personas que no consideran legítimo al sistema político.

A lo largo de la historia y dependiendo de la tradición y situación de cada país, el voto nulo ha sido incluso la bandera de lucha de algunos partidos políticos o como medio de protesta por algunos ciudadanos que no creen en el régimen político o en el sistema electoral que se encuentra vigente en un país, o bien porque no se sienten representados por ninguna de las opciones electorales que se les ofrecen. Típicamente se concreta incluyendo papeletas con logos no registrados en la elección, caricaturas o animales, que expresan una posición política. 
Si bien, como un acto individual, el voto nulo no tiene mayor significación, sí la tiene cuando se convierte en un acto de masas, y representa la "voz" de la inconformidad social de las personas de un pueblo con sus gobernantes.En este sentido, el voto nulo adquiere otro significado, ya que realmente no se nulifica, se suma al grueso de los votos en esta situación, manifestando un sentimiento o resentimiento social hacia sus gobernantes. Se manifiesta como una nueva forma de protesta pacífica para de esta manera, provocar un cambio en la forma de gobierno y es regularmente un previo aviso ante la posibilidad de un estallido social. Suele ser mayor en los países con sistemas de voto obligatorio, ya que en los que es opcional los descontentos, desinteresados e incapacitados pueden simplemente no concurrir a votar.[cita requerida]

## Validez y efecto del voto nulo
Por regla general, los distintos sistemas electorales consideran al voto nulo como "voto inválidamente emitido". Según las normas electorales, el voto en blanco puede pertenecer también a esta categoría, o bien considerarse como válido al igual que los votos positivos. Los votos inválidos no influyen en la elección de los candidatos, pero sí constituyen un importante parámetro de la medida de la legitimidad política, tanto del sistema electoral vigente, como de los partidos y candidatos del país. Existen excepciones: en Uruguay, los plebiscitos de reforma constitucional se aprueban por mayoría absoluta de votos emitidos, es decir, emitir un voto nulo tiene el mismo valor que emitirlo en blanco o en contra de la reforma.[cita requerida]
Se suele confundir el voto nulo con el voto impugnado o el voto recurrido, que son categorías provisorias donde está en duda la validez o nulidad del voto en cuestión (problemas de identidad, casos dudosos, etc.). Tanto los votos impugnados como los recurridos deben ser analizados uno por uno por la autoridad electoral durante el escrutinio para establecer si se trata de un voto válido o nulo. En el escrutinio definitivo no existe la categoría de votos impugnados o recurridos, que sólo aparecen en el escrutinio provisorio, y solo existen tres categorías de votos: positivos, en blanco y nulos.
En las elecciones locales de 2011 en la ciudad de Bello (Antioquía) ganó el voto en blanco. Entre los votos no marcados, los votos nulos y los votos en blanco se eleva al 56,7% frente al 43,3% del único candidato que se presentaba. Como consecuencia de todo esto es que se tienen que repetir las elecciones en menos de un mes.
En España, según la Ley Orgánica 5/1985, de 19 de junio, del Régimen Electoral General el voto nulo no cuenta como voto válido, y por lo tanto no eleva la barrera de voto válido mínimo para obtener escaño. Por ese motivo algunas personas lo prefieren al voto en blanco como forma de emitir un voto de protesta que no dificulte el escaño a partidos minoritarios, pero no se pueden distinguir los nulos intencionados de los no intencionados y (al igual que el voto en blanco y la abstención) benefician a los partidos elegidos en el sentido de que les otorga más representación en los parlamentos del apoyo real que tienen entre los ciudadanos